# Ária na corda sol
Ária na corda Sol (G) ou Ária da quarta corda é uma adaptação para violino e piano  do segundo movimento da Suíte nº 3 para orquestra, de J. S. Bach.

## História
A peça original faz parte da Suíte nº 3 para orquestra, em Ré Maior, de Johann Sebastian Bach, BWV 1068, escrita para o príncipe Leopoldo, entre 1717 e 1723.
Os títulos "Ária na corda Sol" e "Ária da 4ª Corda" não são originais. Vieram de uma adaptação para violino e piano do 2º movimento da suíte nº 3 para orquestra, em Ré Maior, de J. S. Bach, feita por August Wilhelmj (1845 - 1908). Transpondo a tonalidade da peça de Ré Maior para Dó Maior, Wilhelmj foi capaz de tocar a peça em apenas uma corda de seu violino, a 4ª corda, que é normalmente afinada em Sol (G).

## Cultura popular
O nome popular Ária na corda Sol    tomou, hoje, o significado de quase todos os arranjos da famosa Ária de Bach, dentre eles:
- Shiro Sagisu, compositor de música Anime (conhecido por compor a música de fundo de Neon Genesis Evangelion)  fez um arranjo da Ária para o filme The End of Evangelion, cuja primeira metade é intitulada "Air / Love is Destructive".
- Parte da música numa "sweetbox" em Everything's Gonna Be Alright.
- Um breve excerto da versão original de Bach aparece no desenho animado dos Beatles  "Yellow Submarine", onde o submarino perdido no Mar dos Monstros acende um charuto explosivo que ele deu a um monstro em forma de caixa.
- Também se popularizou na Itália, na versão cantada pelos Swingle Singers, como abertura do histórico programa científico de TV "Quark" de Rai Uno, desde 1981.
- O guitarrista virtuose Yngwie Malmsteen costuma apresentar versões da Ária em seus álbuns e concertos ao vivo. Suas interpretações incluem "Air on a Theme", "Air on a G String" (no seu álbum ao vivo) e no seu último Unleash The Fury. "Air".
- No Simulador de Vôo Espacial Orbiter, essa é a música "default" no MP3 da cabine do piloto quando instalado o Add-On Orbiter Sound de Daniel Polli.
- A melodia tem sido usada em vários filmes, tais como Se7en, Collateral e The Spy Who Loved Me.[2]